# Hamerský potok (přítok Nežárky)
Hamerský potok (v některých částech zvaný též Dvorecký potok či Morávka) je vodoteč na území České republiky pramenící v Kraji Vysočina, okres Jihlava, ale z větší části tekoucí po území Jihočeského kraje, okres Jindřichův Hradec. Délka toku je 46,3 km. Plocha povodí měří 221,87 km².

## Průběh toku
Pramení nedaleko Horních Dubenek na jižním svahu Skelného vrchu (786 m n. m.), aby se ubíral převážně jihozápadním směrem. Na své pouti napájí celou řadu rybníků, z větších jmenujme Nadýmač, Bělohradský rybník, Býkovecký rybník, Kudrnů rybník, Šerý rybník, Doubrava, Korytník, Meziříčský rybník, Hejtman, Ratmírovský rybník a Vajgar. Svým tokem protíná, nebo se dotýká katastrálních území mnoha obcí a osad, z nichž větší jsou Horní Dubenky, Panské Dubenky, Zahrádky, Horní Meziříčko, Strmilov, Střížovice, Malý Ratmírov, Blažejov, Jindřiš, Otín a Jindřichův Hradec, na jehož území, když proteče těsně pod jindřichohradeckým zámkem, se vlévá z levé strany do řeky Nežárky.

### Větší přítoky
- pravé – Kamenitý potok, Olešenský potok
- levé – Dubenský potok, Studenský potok, Chlum, Lomský potok

## Mlýny
Mlýny jsou seřazeny po směru toku potoka.
- Chadimův mlýn – Horní Dubenky, okres Jihlava
- Mlýn ,,pod Dvorečkem" -Dvoreček, dnes již nefunkční, okres Jindřichův Hradec
- Jindřišský mlýn - bývalý dnes již zbouraný mlýn na východním konci Jindřiše po levém břehu. Zde je stále funkční náhon z vybudovaného jezu v Jindřišském údolí. Po mlýnu zbyla na památku část zdiva.
- Zámecký mlýn – Jindřichův Hradec, okres Jindřichův Hradec, kulturní památka

## Splavnost pro vodáky
Hamerský potok je pro vodáky typicky splavný pouze ve své horní a dolní části – tedy nad Ratmírovským rybníkem a v úseku Jindřiš – Vajgar. Splavnost jednotlivých úseků je ovlivněna zejména objemem vody vypouštěným z rybníků nad těmito úseky.
Oprava: Potok je splavný v úseku Malý Ratmírov – Jindřiš při cca 62 cm na vodočtu „Oldřiš” (pod Dvorečkem), který je však ovlivněn průtokem potoka Olešnického. Ideální hladina je cca 70–90 cm, kde už dosahuje také 1. SPA.
Splavnost Ratmírov – Dvoreček ideálně s uzavřenou lodí pro zkušené vodáky. Nástup je ve vývařišti nad MVE pod hrází Ratnírovského rybníka.
Jednou ročně v říjnu pořádá vodácký oddíl Bohemians Praha na středním úseku vodácké závody. Je to spojeno s vypouštěním vody z Ratmírovského rybníka. Jedná se o náročný sjezd s celkem čtyřmi kaskádami a spoustou menších peřejí. Koryto je úzké a nepřehledné, často okolní stromy zasahují větvemi skoro až k hladině. Obtížnost navíc zvyšuje velký počet současně splouvajících vodáků.